# Čepové tření

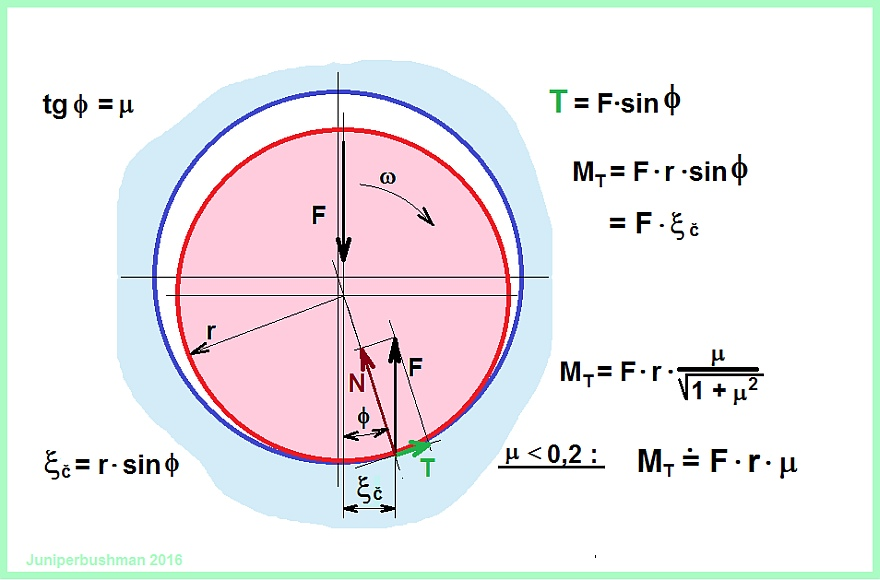
Silové poměry při otáčení čepu v kluzném ložisku

Čepové tření je odpor proti otáčení válcového čepu v kluzném ložisku.

## Výpočet
Čep se v kluzném ložisku, v němž musí být uložen s vůlí a kde nastává suché nebo polosuché (takzvané mezní) tření, chová jako na nakloněné rovině, jejíž úhel se postupně zvyšuje. Čep se při roztáčení navaluje na plochu ložiska do okamžiku, kdy překročí úhel mezi silou zatěžující čep a reakcí kolmou na plochu ložiska velikost klidového třecího úhlu {\displaystyle \phi _{0}}. Poté stabilizuje svou polohu pod třecím úhlem za pohybu {\displaystyle \phi =\operatorname {arctg} \mu }. Reakce na zatěžující sílu se posune o míru {\displaystyle \xi }, čímž je vytvořen moment odporu (moment tření):{\displaystyle M_{T}=F\cdot r\cdot \sin \phi =F\cdot \xi _{c}}

Pokud vyjádříme tření pomocí činitele tření {\displaystyle \mu }, platí: 
{\displaystyle M_{T}=F\cdot r\cdot {\frac {\mu }{\sqrt {1+\mu ^{2}}}}}
Pokud je součinitel tření {\displaystyle \mu <0,2}, (což je u všech mazaných kluzných ložisek zajištěno), můžeme zjednodušit výpočet momentu odporu: 
{\displaystyle M_{T}=F\cdot r\cdot \mu }
Výše uvedený fyzikální model platí pro ložiska, kde nastává suché nebo polosuché tření. Pro ložiska s kapalinným třením platí jiné silové poměry a činitel tření se vypočítává z více parametrů (viskozita, měrný tlak, vůle...).
V tabulkách bývá uváděn činitel čepového tření {\displaystyle \mu _{c}} zvlášť a jeho hodnoty jsou nižší než hodnoty činitele prostého smykového tření {\displaystyle \mu }. Je to dáno tím, že se předpokládá mazaný povrch a velmi malá drsnost kaleného ocelového čepu i díry (zaběhané ložisko). Hodnoty pro suché tření se uvádějí pouze pro grafit a teflon.
Z uvedených vztahů vyplývá, že moment odporu vyvolaný čepovým třením je přímo úměrný průměru čepu. Proto volíme průměr čepu co nejmenší s ohledem na zatížení (pevnost) čepu a na maximální dovolený tlak mezi použitými materiály čepu a ložiska. Existují tabulky s doporučeným poměrem průměru a délky čepu v závislosti na materiálech a účelu použití.